# ريان غيفورد
ريان غيفورد (بالإنجليزية: Ryan Gifford)‏ هو سائق سباق أمريكي، ولد في 10 مارس 1989 في وينشستر في الولايات المتحدة.

## وصلات خارجية
- ريان غيفورد على موقع Racing-Reference.info (الإنجليزية)